# 新井道子
新井 道子（あらい みちこ、1964年10月11日 - ）は、エフエム山口 (FMY) のアナウンサー、同局の編成制作部長。
山口県周南市（旧新南陽市域）出身。山口県立徳山高等学校、山口大学教育学部卒業。大学在学中、NHK山口放送局のラジオパーソナリティを3年間務めていたことがある。

## 担当番組

### NHK山口放送局
- FMリクエストアワー - アシスタント（当時山口大学に在籍）

### エフエム山口
- Morning Breeze（1987年 - 2001年）
- FM MUSIC SALAD（1988年 - 2001年）
- GEORGIA Break（2001年 - 2005年）[2][6]
- Morning Kiss（2001年 - 2006年）
- paradise radio（2006年 - 2008年）
- Evening Street（2008年 - 2009年）
- Daytime Street（2009年 - 2015年）
- ザ・週刊フォーク王（2009年）[4][7]
- PURE Morning（2015年 - 2022年4月5日）

以後、2022年12月まで病気療養のため休職。なお、『PURE Morning』の火曜日最終回である2022年9月27日は番組末尾の10分ほど出演し挨拶をした。
- FM県民ダイアリー、情報BOX 山口（2023年2月6日 - ） - 長らくナレーションを務めた水谷寛の逝去に伴い引き継いだ。

このほか、局名告知も行う。